# کوت‌آرژون

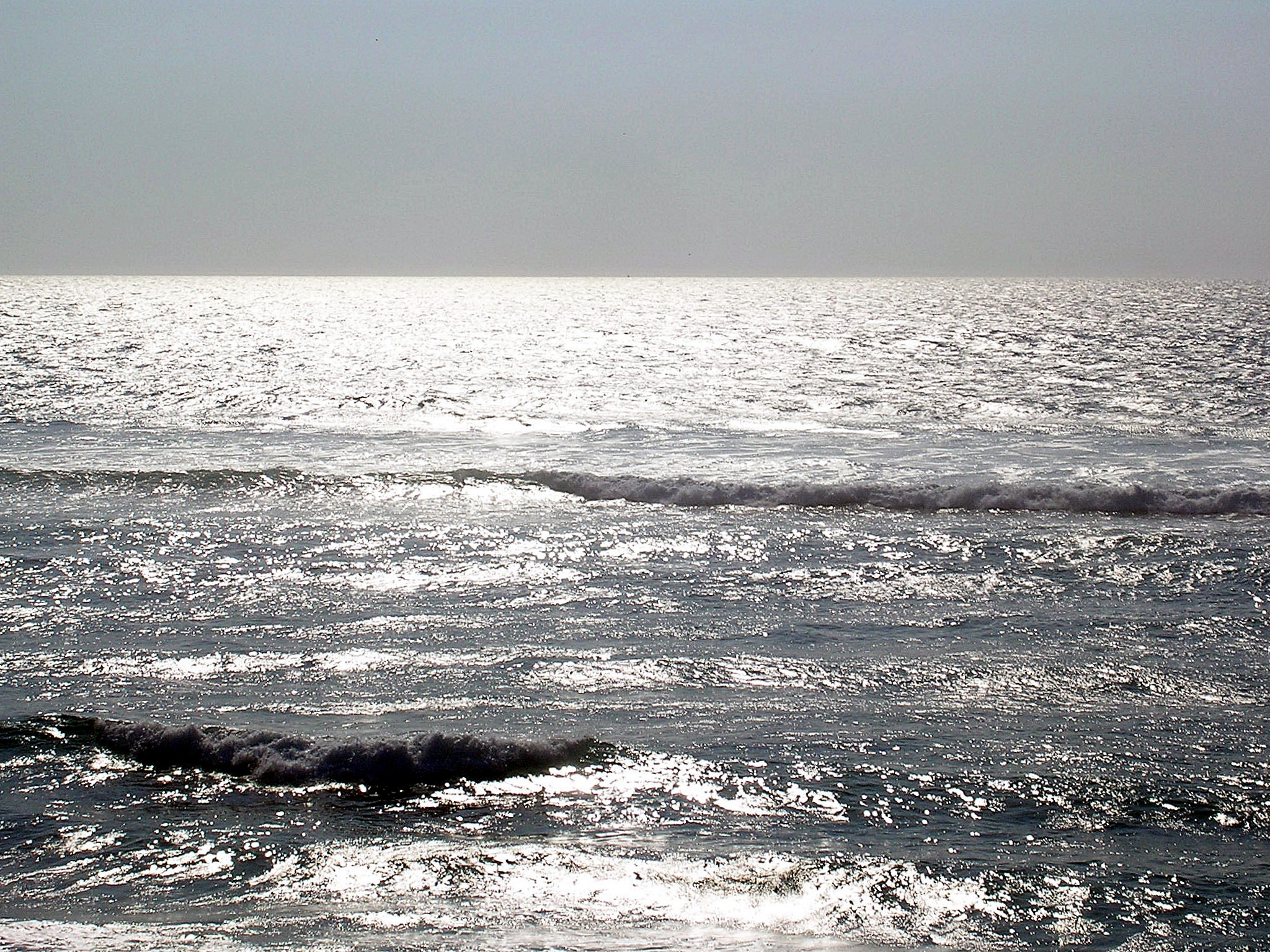
کوت‌دآرژون

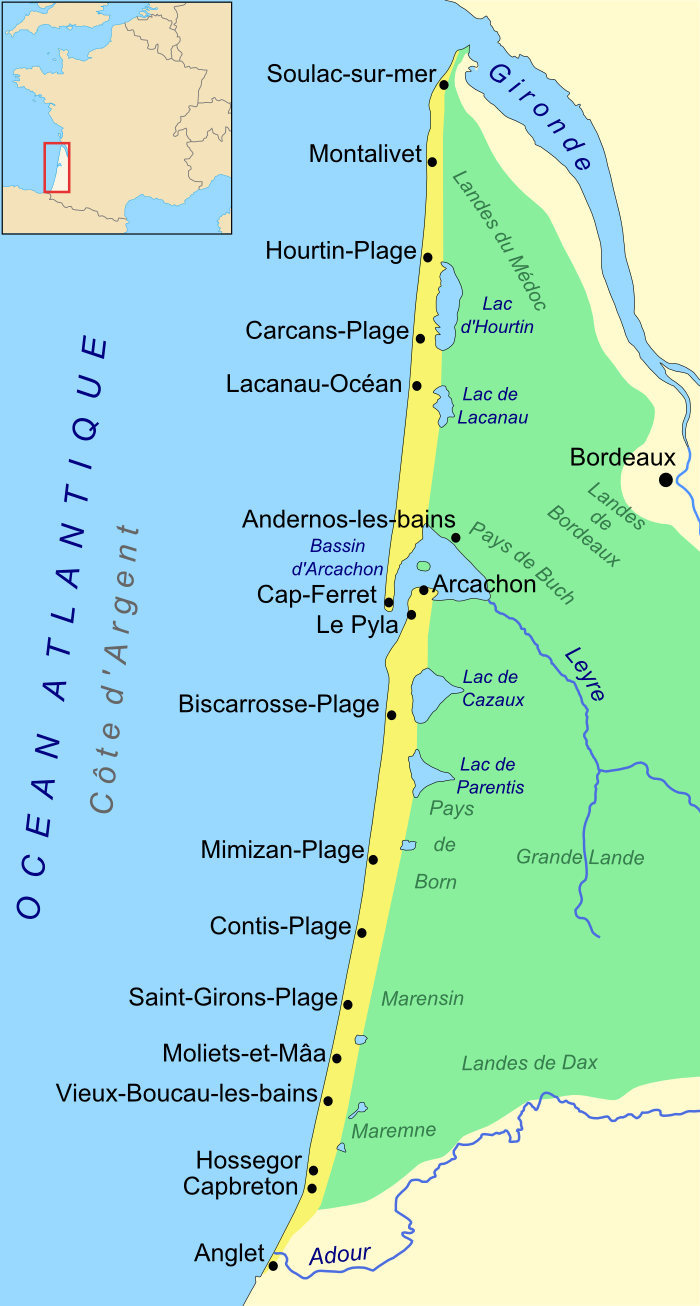
نقشه کوت‌دآرژون

کوت‌آرژون (به فرانسوی: Côte d'Argent) (تلفظ فرانسوی: [kot daʁʒɑ̃]) محدوده ساحلی در اقیانوس اطلس که در شرق بوردو، فرانسه واقع شده‌است. این منطقه از خور ژیرنده شروع تا رود آدور به پایان می‌رسد. در مقابل پلاژ ساحلی، جنگل سرزمینی گاسکونی (به فرانسوی: Forêt des Landes) قرار دارد.

## وجه تسمیه کوت‌آرژون
وجه تسمیه کوت‌آرژون برگرفته اشاره موریس مارتین روزنامه‌نگار فرانسوی به بخشی از ساحل کوت‌آزور است که این عنوان در سال ۱۹۰۷ توسط کنگره ملی جغرافیایی فرانسه به رسمیت شناخته شد.

## شهرها
شهرها و استراحتگاه‌ها در طول ساحل دریای کوت داقجا
- ژیروند
- وانده مونتالیوه
- آرکاشون
- لاند